# Segundina Cumapa Rengifo
Segundina Cumapa Rengifo es una lideresa y docente indígena  perteneciente al pueblo shipibo-conibo. Ha sido reconocida por su contribución en la investigación, desarrollo y difusión de la cultura y la lengua shipibo-conibo. Fue una de las fundadoras en 1993 de Organización de Mujeres Indígenas de la Amazonía Peruana (OMIAP). En el 2010 fue coordinadora del Foro Permanente de Pueblos Indígenas de Ucayali. En el 2014, fue en Directora regional del Programa Mujer de la Organización Regional de Aidesep en Ucayali (ORAU). Es parte del registro de intérpretes de Lenguas indígenas de la Corte Superior de Ucayali y está incluida en el Registro Nacional de Intérpretes y Traductores de Lenguas Indígenas (ReNITLI).
Ha participado junto con el pueblo shipibo en el caso judicial Santa Clara de Uchunya contra las empresas Ocho Sur P. y Plantaciones de Pucallpa; así como contra el Gobierno Regional de Ucayali por la violación de los derechos de la comunidad de Santa Clara de Uchunya a la propiedad colectiva, los recursos naturales, la identidad cultural, un medio ambiente sano, entre otros.

## Reconocimientos
- 2022. Distinción de “Personalidad Meritoria de la Cultura” en el marco del Día Internacional de la Mujer Indígena otorgada por el Ministerio de Cultura.[7]